# Und am Ende sind alle allein
Und am Ende sind alle allein ist ein deutsches Filmdrama von Kolja Malik aus dem Jahr 2015.

## Handlung
Die Schauspielerin Marie trifft in einer Tiefgarage auf den Querschläger Karl und weiß noch nicht, auf was sie sich da einlässt – ihr Freund Marc macht Bekanntschaft mit Eva und Jonas, die ihren ganz eigenen Film fahren. Unweigerlich crasht alles ineinander und Vergangenheit, Gegenwart, Ängste und Sehnsüchte beginnen, sich zu vermischen.

## Produktion
Der Film wurde von 2012 bis 2014 ohne Budget in Aachen und Trier gedreht.

## Kritik
„Ein atemloses Lebensgefühl wird transportiert, ganz so wie es am Beginn einer ‚Neuen Welle‘ im Kino immer gewesen ist.“

„In seinem ersten Spielfilm begegnen sich fünf Mittzwanziger, finden ein paar Stunden zueinander ‚und am Ende sind alle allein‘. Dazwischen liegen die aufwühlendsten 90 Minuten, die das Kino seit langem zu bieten hatte. So nah, so intim trauen sich nur wenige Regisseure an ihre Darsteller heran.“

„Hoffnung für den deutschen Film.“

## Premiere
Der Film hatte am 23. Juni 2015 Premiere im Wettbewerb um den Filmkunstpreis beim Festival des deutschen Films.